# 布羅達爾賓 (紐約州)
布羅達爾賓（英語：Broadalbin）是一個位於美國紐約州富爾頓縣的鎮。

## 人口
根據2020年美國人口普查的數據，布羅達爾賓的面積為103.03平方千米，當中陸地面積為82.16平方千米，而水域面積為20.87平方千米。當地共有人口5145人，而人口密度為每平方千米50人。